# Laidis herrgård
Laidis herrgård (lettiska: Laidu muižas pils), är en herrgårdsbyggnad i Laidi, Kuldīga kommun, i den historiska regionen Kurland. Herrgården uppfördes i början av 1800-talet, och har sedan 1921 hyst lokaler åt en grundskola.